# K3b
KDE Burn Baby Burn (сокр. K3b) — программа записи дисков CD, DVD и Blu-ray для KDE SC. Официально не входит ни в один из компонентов KDE и выпускается независимо от него, однако для своей работы использует kdelibs.
Есть возможность перед записью переименовать аудиофайлы в проекте, используя информацию из их тегов.
Тесно интегрирован с аудиоплеером Amarok и позволяет записывать прямо из него Audio CD, используя базу тегов.